# (5685) Sanenobufukui
(5685) Sanenobufukui es un asteroide perteneciente al cinturón de asteroides descubierto el 8 de diciembre de 1990 por Toshiro Nomura y el también astrónomo Koyo Kawanishi desde el Observatorio de Minami-Oda, Japón.

## Designación y nombre
Designado provisionalmente como 1990 XA. Fue nombrado Sanenobufukui en homenaje a Sanenobu Fukui, observador de Marte durante más de 60 años. Fue director de la Asociación Astronómica Oriental y uno de los líderes de su sucursal de Kobe.

## Características orbitales
Sanenobufukui está situado a una distancia media del Sol de 2,800 ua, pudiendo alejarse hasta 3,057 ua y acercarse hasta 2,544 ua. Su excentricidad es 0,091 y la inclinación orbital 7,710 grados. Emplea 1712,16 días en completar una órbita alrededor del Sol.

## Características físicas
La magnitud absoluta de Sanenobufukui es 11,7. Tiene 12,993 km de diámetro y su albedo se estima en 0,24. Está asignado al tipo espectral S según la clasificación SMASSII.